# Schtschurowskia
Schtschurowskia es un género monotípico de planta herbácea perteneciente a la familia Apiaceae. Su única especie es: Schtschurowskia meifolia.

## Taxonomía
Schtschurowskia meifolia fue descrita por Regel & Schmalh. y publicado en Descr. Pl. Nov. Rar. Fedtsch. 40. 1882
Sinonimia
- Schtschurowskia margaritae Korovin	[2]